# ترک اعتیاد
ترک اعتیاد به دارو یا مواد به روند درمان روانی یا پزشکی اعتیاد به داروهای روان‌انگیز مانند مواد مخدر، محرّک و برخی داروها مانند الکل گفته می‌شود. بنابر تعریف ادارهٔ بهداشت روانی ایالات متحدهٔ آمریکا در سال ۲۰۱۰ میلادی، که بر اساس تجربیات کسانی که خود را از چنگال اعتیاد رها کرده‌اند بنا شده است، تعریف ترک اعتیاد (بهبودی از اعتیاد) به این شرح است: «بهبودی یک فرایند تغییر است که از طریق آن افراد برای به دست آوردن سلامت و رفاه و آسایش خود و به دست گرفتن اختیار زندگی تلاش می‌کنند تا همهٔ امکانات و قابلیت‌های بالقوهٔ خود را مجدداً به دست آورند.»
در سراسر دنیا مراکزی برای ترک افراد معتاد به انواع مواد مخدر یا حتی اعتیادهای دیگر از قبیل اینترنت و… وجود دارد این مراکز در اکثر نقاط دنیا در حال فعالیت هستند.
از جمله مهم‌ترین این مراکز در کشورهای مختلف می‌توان به مرکز بازپروری Action on you در فلوریدای آمریکا، You are good در کانادا، Gonzalez در برزیل، Michelle در آلمان و… اشاره کرد؛ اما در کشورهای اطراف افغانستان و پاکستان، که مرکز عمدهٔ فعالیت و توزیع مواد مخدر است، تعداد این کمپ‌ها بسیار زیاد است و بیشتر از مناطق دیگرِ جهان دیده می‌شود که از جملهٔ این کشورها ایران و تاجیکستان و قرقیزستان و روسیه هستند.
در روسیه کمپ‌ها زیر نظر دولت اداره می‌شوند و کمپ‌های بازپروری دولتی نام دارند.
در قرقیزستان و تاجیکستان اما، با تأثیر از روسیه، کمپ‌ها را به‌نوعی دولتی‌هایی اداره می‌کنند که از طرف نهادهایی از پارلمان مأمور به این کار شده‌اند. در ایران هم، که از همسایگان کشورهای منبع توزیع مواد مخدر است، کمپ‌ها تحت عناوین مختلف و غالباً زیر نظر دولت و با هزینه‌های دولتی و بهزیستی اداره می‌شوند.
اصطلاح معتاد یا به نوعی اعتیاد هنگامی مطرح می‌شود که فرد وابستگی شدیدی به یک چیز نشان می‌دهد.

## روش‌ها

### اقامتی
در مراکز ترک اعتیاد یا مراکز بازپروری، معتادان مددجو، پس از پذیرش، با نظارت مددکاران دورهٔ درمانی را می‌گذرانند. در مورد معتادان و کارتن‌خواب‌های تنهامانده، مددکاران، خانوادهٔ معتاد را شناسایی می‌کنند و آن‌ها را در جریان وضع فرد بیمار قرار می‌دهند.
مددجویان، بعد از گذراندن دورهٔ ترک اعتیاد و مرحلهٔ سم‌زدایی، وقتی از اتاق قرنطینه خارج می‌شوند، هم‌زمان با شرکت در دوره‌ها و جلسات ترک اعتیاد با نظارت مددکاران در کارگاه‌های مهارت‌آموزی مشغول به کار می‌شوند. اشتغال و کسب درآمد مهم‌ترین دغدغهٔ افرادی است که اعتیاد را کنار گذاشته‌اند و می‌خواهند به زندگی عادی برگردند. بدین منظور، معمولاً در کمپ‌های ترک اعتیاد مرکز مهارت‌آموزی هم ایجاد می‌شود. در پی پاک ماندن فرد ترک اعتیاد کرده، گاه مددکاران برای آگاهی دادن به خانواده‌های آن‌ها با خانواده‌ها تماس می‌گیرند تا اعتماد آن‌ها را به تحول جدید جلب کنند.

### داروها
- بوپرنورفین: به عنوان ضد درد، مسکن قوی و جایگزین مواد مخدر و اعتیادآور.
- شربت تریاک: یک ماده مخدر و مسکن درد که اعتیادآور است.
- متادون: دارویی برای درمان نگهدارنده و مهار اعتیاد به هروئین و مواد مخدر قوی.
- حب جدوار یا حب الشفاء: داروی ترک اعتیاد، مسکن قوی و ضد درد با اثرات تقویتی بدون ایجاد وابستگی.
- نالوکسان: برای تشخیص و درمان مسمومیت‌ها با مواد مخدر یا کمای ناشی از آن مصرف می‌شود.
- نالتروکسان: به عنوان داروی کمکی برای درمان اعتیاد به کار می‌رود.
- کلونیدین: برای بهبود عوارض قطع مصرف مواد افیونی و الکل به کار می‌رود.[۱۷]
- اسپند: در طب سنتی برای ترک به کار می‌رفته اما به تازگی شواهد پزشکی مهارِ نشانگان ترک اعتیاد به مواد مخدر را توسط آن نشان می‌دهند.[۱۸]

## برنامه دوازده قدم
برنامه‌های دوازده قدم مجموعه‌ای از اصول هستند که اقدام‌های لازم برای بهبودی از اعتیاد به مواد، اجبار به مصرف، و اعتیادهای رفتاری را در اختیار ما قرار می‌دهد. برنامهٔ ۱۲ قدم معالجهٔ پزشکی نیست بلکه بهبودی از این طریق بر اساس تجربیات افرادی است که مبتلا به بیماری اعتیاد بوده و موفق به یافتن راه حلی در جهت بهبودی شده‌اند.
انجمن روان پزشکان آمریکا کارکرد ۱۲ قدم را چنین خلاصه کرده است:
- اقرار به اینکه یک معتاد توانایی کنترل اعتیاد و اجبار به مصرف خود را ندارد
- باور اینکه تنها یک نیروی برتر می‌تواند توانایی لازم را برای آن‌ها فراهم کند
- مرور خطاهای گذشته به کمک یک راهنما یا یک عضو با تجربه
- جبران خسارت اشتباهات گذشته
- یادگیری روش زندگی جدید با استفاده از الگوهای رفتاری جدید
- کمک به معتادان در حال عذاب دیگر که از همان اعتیاد و اجبار به مصرف رنج می‌کشند

## درمان به روش DST
با استفاده از پله‌های کاهش ۲۱ روزه با ضریب ۰٫۸ که می‌بایست زیر نظر راهنما انجام شود طی مدت ۱۰ ماه انجام می‌شود به این شکل که هر ۲۱ روز مصرف انتهای دوره ۰٫۸ از مصرف ابتدای دوره می‌باشد.

## روزهای اولیه ترک
اغلب معتادان در روزهای اولیه ترک اعتیاد دچار ترس و وحشت شده و دچار بی‌قراری می‌شوند. توصیه می‌شود جهت غلبه بر حالات و بیقراری‌های عذاب‌آور جسمی و روانی در روزهای اول بهبودی این اقدامات انجام شود:
- پذیرش بیماری اعتیاد
- تحمل کردن عوارض خماری
- سازش کردن با نوسانات اخلاقی
- مبارزه با افکار
- اعتماد کردن به فرایند بهبودی